# Ignacio Gutiérrez Gómez
General Ignacio Gutiérrez Gómez (San Felipe Río Nuevo, Tabasco 15 de octubre de 1889 - Aldama, Tabasco, 21 de abril de 1911) fue un militar mexicano que participó en la Revolución mexicana. Nació en San Felipe Río Nuevo (hoy villa Ignacio Gutiérrez Gómez), municipio de Cárdenas, Tabasco. Se dedicaba a la agricultura. Gutiérrez fue el Jefe de la lucha armada maderista en Tabasco. El 14 de abril de 1911 fue nombrado Comandante en Jefe del Ejército de Liberación de Tabasco.
Murió en combate durante la "batalla de Aldama" el 22 de abril de 1911, después de varias acciones contra las fuerzas federales. Durante su carrera militar lo acompañaron sus hijos Pedro, Pablo e Ignacio.

## Sus primeros años
Fue hijo de Quirino Gutiérrez y Clemencia Gómez. En los primeros años de su vida trabajó en las monterías, ahí vivió en carne propia la explotación laboral, el abuso y las crueles condiciones de vida que los capataces les daban en los centros madereros.
A base de mucho esfuerzo liberó a sus padres de esa actividad. Su progreso económico le produjo algunas antipatías en San Juan Bautista, ello derivó en un acoso por parte de las autoridades porfiristas que lo acusaban de evasión fiscal.

## Iniciador de la Revolución
Ignacio Gutiérrez se levantó en armas en contra de Porfirio Díaz, incluso antes del movimiento de 1910, al hacerlo el 5 de abril de ese año, sin embargo, su movimiento no tuvo éxito y la rebelión fue sofocada rápidamente por el gobernador porfirista Abraham Bandala Patiño.  

## La revolución en Tabasco
Don Ignacio Gutiérrez, secundó el movimiento revolucionario en el estado de Tabasco y el día 19 de diciembre de 1910 se levantó en armas. Al día siguiente, en una junta es nombrado Jefe del Movimiento Libertario de Tabasco y se le confiere el nombramiento de "general". La rebelión gutierrista cundió rápidamente logrando adeptos en los pueblos de la Chontalpa tabasqueña, en Acayucan y Alvarado, Veracruz, debido a esto el ejército federal inició campañas para combatirlo. «El primer objetivo de la campaña fue la cabecera municipal de Cárdenas, a donde deberían entrar las fuerzas revolucionarias el día 24 de diciembre.
Las avanzadas estuvieron a cargo del capitán Daniel Gavilla, que con 50 hombres emprendió camino hacia aquella plaza para cumplir las siguientes instrucciones: recoger armas y levantar más hombres por el camino esperar a Gutiérrez a tres kilómetros de la entrada, sitio donde este los alcanzaría en la tarde del día señalado para el ataque».
Por una gran desobediencia del capitán Gavilla, los maderistas comenzaron el ataque el 23 de diciembre antes de que Gutiérrez llegara y este hecho les costó su primera gran derrota. Tras la derrota, Gutiérrez partió a su pueblo natal San Felipe de Río Nuevo, hasta donde fue perseguido y derrotado por el ejército encabezado por el comandante Ulloa, quien era un militar porfirista encargado de apagar la rebelión en la zona. Después de derrotarlo y hacerlo huir, Ulloa saqueó e incendio la casa de Gutiérrez y la de otros revolucionarios.
No obstante, Gutiérrez no se amedrentó e hizo un llamado a los revolucionarios y conspiradores de la región a emprender nuevamente la rebelión. Se le unieron Isidro Cortés, Áureo L. Calles, José Mercedes Gamas y Fernando Aguirre Colorado.
Gutiérrez reorganizó sus fuerzas y decidió volver a emprender la lucha en abril de 1911. «Los objetivos inmediatos eran Huimanguillo y Cárdenas; en el camino ya con un contingente de 157 hombres, Gutiérrez llegó el 6 de abril a Huimanguillo, donde el jefe político presentó una oposición débil con 15 hombres que pudo reunir, la escaramuza duró menos de dos horas y la plaza cayó en poder de Gutiérrez. Ahí se le unió Pedro Sánchez Magallanes. Al día siguiente, los rebeldes marcharon sobre Cárdenas, la cual tomaron fácilmente. En este lugar, se le incorporaron Ramón Sosa Torres y Juan Torres, la revolución había comenzado a triunfar en Tabasco».
Posteriormente, Gutiérrez partió hacia Comalcalco, villa que tomó el 11 de abril, y entró a Paraíso tomando la plaza en las mismas condiciones, sin disparar un solo tiro. Como los federales le iban siguiendo los pasos, decidió para evitar una masacre en la población, abandonar Paraíso y trasladarse por la noche al pueblo de Aldama a donde llegó al amanecer del día 13.

## Batalla de Aldama y muerte de Gutiérrez
Ignacio Gutiérrez instaló en el pueblo de Aldama, Comalcalco, su cuartel general revolucionario, en este punto, el Ejército Libertador Tabasqueño había incrementado considerablemente sus elementos, llegando a contar con 800 hombres y habían mejorado sus armas y pertrechos militares. 
Sin embargo, las fuerzas federales llegaron hasta el poblado, y el 21 de abril de 1911, ambos bandos, federales y rebeldes, sostuvieron la Batalla de Aldama, en la que de nada sirvió la superioridad numérica del ejército revolucionario, ya que un error táctico del general Domingo Magaña provocó la derrota de los rebeldes. El hecho más lamentable, de esta derrota, fue la muerte del general Gutiérrez.
En su honor, su poblado natal San Felipe Río Nuevo, se llama hoy villa Ignacio Gutiérrez Gómez. Su nombre está escrito en el Muro de Honor de la Cámara de Diputados del Congreso del Estado de Tabasco. Muchas calles de ciudades tabasqueñas llevan su nombre.
En la Villa de Aldama, lugar de su última batalla, hay un obelisco en honor a los héroes caídos en la batalla y por supuesto está el monumento en honor del general Gutiérrez. Cada 21 de abril se celebra un desfile cívico recordando su hazaña.